# Fantasmagorie
Fantasmagorie (auch bekannt als Black and White, A Fantasy oder Metamorphosis) ist ein französischer Kurzfilm aus dem Jahr 1908. Er wurde von dem Karikaturisten Émile Cohl umgesetzt. Das Werk ist eine der frühesten filmischen Darstellungen von Animationen und wird von Filmhistorikern als der erste Zeichentrickfilm bezeichnet.

## Handlung
Der Film beginnt mit der Hand des Karikaturisten, die mit feinem Pinsel ein Männchen mit kreisrundem Kopf, spitzem Hut und Pluderhosen zeichnet. Als die Hand aus dem Bild verschwindet, scheint die Figur eine Leinwand zu entrollen und setzt damit den Beginn für ein Spektakel. Es erscheinen weitere Akteure und Objekte, die fortlaufend ihre Gestalt verändern. Das Männchen stellt sich im Verlauf des Kurzfilmes den unterschiedlichsten Situationen – beispielsweise muss es dem Korken einer gigantischen Sektflasche ausweichen, in welche es später selbst hineingerät. Die Verwandlungen laufen in einem rasanten Tempo ab. Als das Männchen aus einem Haus stürzt und zerfällt, erscheinen die Hände des Zeichners erneut, um es zu reparieren. Nur wenige Sequenzen später endet der Film damit, dass die Figur auf einem Pferd aus dem Bild reitet.

## Hintergrund und Entstehung

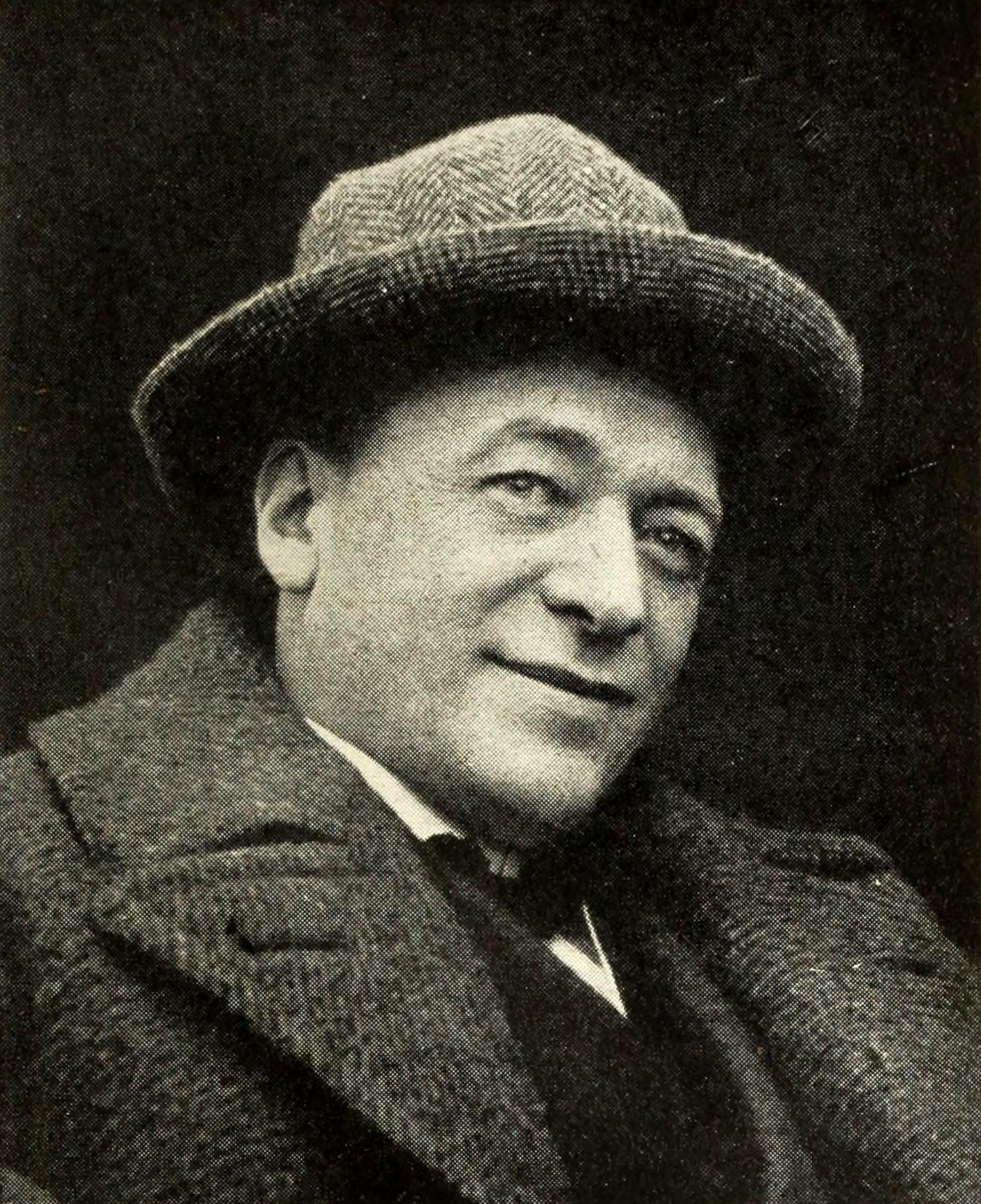
Fotografie von Émile Cohl (etwa 1910)

Émile Cohl setzte Fantasmagorie als neu Angestellter bei Gaumont um, einem der frühen Filmunternehmen Frankreichs. Der damals 51-Jährige war zu diesem Zeitpunkt bereits eine namhafte Persönlichkeit in der Pariser Kunstszene. 
Für den Kurzfilm zeichnete Cohl rund 700 einzelne Bilder auf Papier. Jede dieser Zeichnungen legte er auf eine beleuchtete Glasplatte, um das nachfolgende Motiv mit einer Variation anzufertigen. 
Im Jahr 1908 zählten Tafelkarikaturisten als gängige Attraktion in Varietés und auch die Figuren in Cohls Film wirken wie Kreidezeichnungen. Diese Illusion hat der Animator durch einen Negativabzug seiner ursprünglichen Aufnahmen geschaffen. 
Der Name des Werkes ist eine Anspielung auf den Fantasmographen, einer Variante der Laterna Magica aus dem 19. Jahrhundert, die Bilder an umliegende Wände projizieren konnte. Am 17. August 1908 wurde der Kurzfilm im Pariser Théatre du Gymnase uraufgeführt.